# Manuel Esteban Soto
Manuel Esteban Soto Ruiz (né le 28 janvier 1994 à Pitalito) est un athlète colombien, spécialiste de la marche.

## Carrière
Il remporte le titre de champion sud-américain espoirs en 2014 sur 20 000 m avec le record des championnats et la Coupe panaméricaine de marche junior 2013 sur 10 km.
Il avait été disqualifié lors des Championnats du monde jeunesse à Lille en 2011 et avait terminé 39e lors de la Coupe du monde de marche de 2012 à Saransk. Le 12 août 2016, il termine 9e du 20 km marche des Jeux olympiques en obtenant son record personnel en 1 h 20 min 36 s.
Le 1er août 2018, il remporte derrière son compatriote Éider Arévalo la médaille d'argent des Jeux d'Amérique centrale et des Caraïbes de Barranquilla.

## Palmarès
| Date | Compétition                              | Lieu           | Résultat | Épreuve | Temps                |
| ---- | ---------------------------------------- | -------------- | -------- | ------- | -------------------- |
| 2016 | Jeux olympiques                          | Rio de Janeiro | 9e       | 20 km   | 1 h 20 min 36 s (PB) |
| 2018 | Jeux d'Amérique centrale et des Caraïbes | Barranquilla   | 2e       | 20 km   | 1 h 26 min 59 s      |